# Ceratospora mirabilis
Ceratospora mirabilis is een soort in de taxonomische indeling van de Myzozoa, een stam van microscopische parasitaire dieren. Het organisme komt uit het geslacht Ceratospora en behoort tot de familie Urosporidae. Ceratospora mirabilis werd in 1892 ontdekt door Léger.